# Komorica (plaats)
Komorica is een plaats in de gemeente Pleternica in de Kroatische provincie Požega-Slavonië. De plaats telt 213 inwoners (2001).